# 朝鮮勢法
朝鮮勢法（ちょうせんせいほう）は、李氏朝鮮の双手剣法である。もとは中国を起源とする剣術で、一旦廃れたものを明代末期の兵学者である茅元儀が、1621年に朝鮮に残された書誌や口伝を基に『武備志』巻八十六として編纂したためにこの名がある。諸刃（両刀）の直刀を用いる。
初習4法（眼法、撃法、洗法、刺法）に引き続き格法4勢、洗法1勢、撃法14勢、刺法4勢（格・洗は防御法、撃・刺は攻撃法）の計24勢が紹介されており、双手剣法らしく防御よりも攻撃に主眼を置いた攻撃的なスタイルの剣法となっている。

## 概要
唐の太宗の頃は剣士千人を擁するなど、中国剣術は剣は実践での強さが知られていたが、明末には剣術は廃れ、その技法もほぼ失われ、残留した剣術の秘訣の歌『剣訣歌』にその名残を残すのみとなっていた。ところが、この中国本土ではすでに失われていた剣の勢法が朝鮮では残存し、これを収集した好事家の情報を元に茅元儀らが『武備志』にまとめたものが「朝鮮勢法」である。
資料には乏しいが、「豹頭撃」など使われている術語の『水滸伝』との類似性等から、勢法の成立は宋～元代、あるいはさらに早い時期であると見られている。また、明代、対倭寇戦で名を上げた兪大猷が民間武芸学者李良欽に習ったとされる「（撃）荊楚長剣」との類似性も指摘されている。
茅元儀に朝鮮勢法を伝えたこの「好事家」の名は残っていないが、文禄・慶長の役（万暦朝鮮之役、1592―1598年）に参戦してこれを持ち帰ったのではないかと推測されているが、この頃にはすでに戚継光の紀効新書から「棍」「籐牌（片手盾）」「狼筅」「長槍」「鐺鈀」「長刀」の六技を抜き出し訳した『武芸諸譜』が訓錬都監の教本として用いられている上に、降倭から日本剣術の習得も行われているため、陰流目録を元にした紀効新書の長刀術の可能性が高い。
なお、この戦役で中国から朝鮮に槍、剣、鉾先などの武芸が伝授され、後に「朝鮮十八般武芸（十八技）」が形成され、朝鮮王正祖の命により1790年に『武芸図譜通志（武藝圖譜通志）』として集成されたが、諸刃直刀双手「剣」法の朝鮮勢法24勢は含まれていない。代わりに片刃の「刀」を用いる朝鮮勢法に類似した「鋭刀譜」28勢が収録されているが、演練法も収録されている『武芸図譜通志』に比し『武備志』ではそれを欠いていることもあり、これらの関係ははっきりしていない。これについて韓国の十八技保存会は、朝鮮勢法は『武芸図譜通志』の「銳刀」に形を変えて受け継がれていると主張している。
一方、朝鮮半島においても「剣法」としての朝鮮勢法の伝承は途絶えていたが、1980年代にコムド（韓国の剣道）の一つ、大韓剣道会が朝鮮勢法を発掘して復元作業が行われており、2010年の北京世界武道・格闘技大会や大韓民国大邱広域市で行われた2011年世界陸上競技選手権大会などでも披露された。

豹頭勢
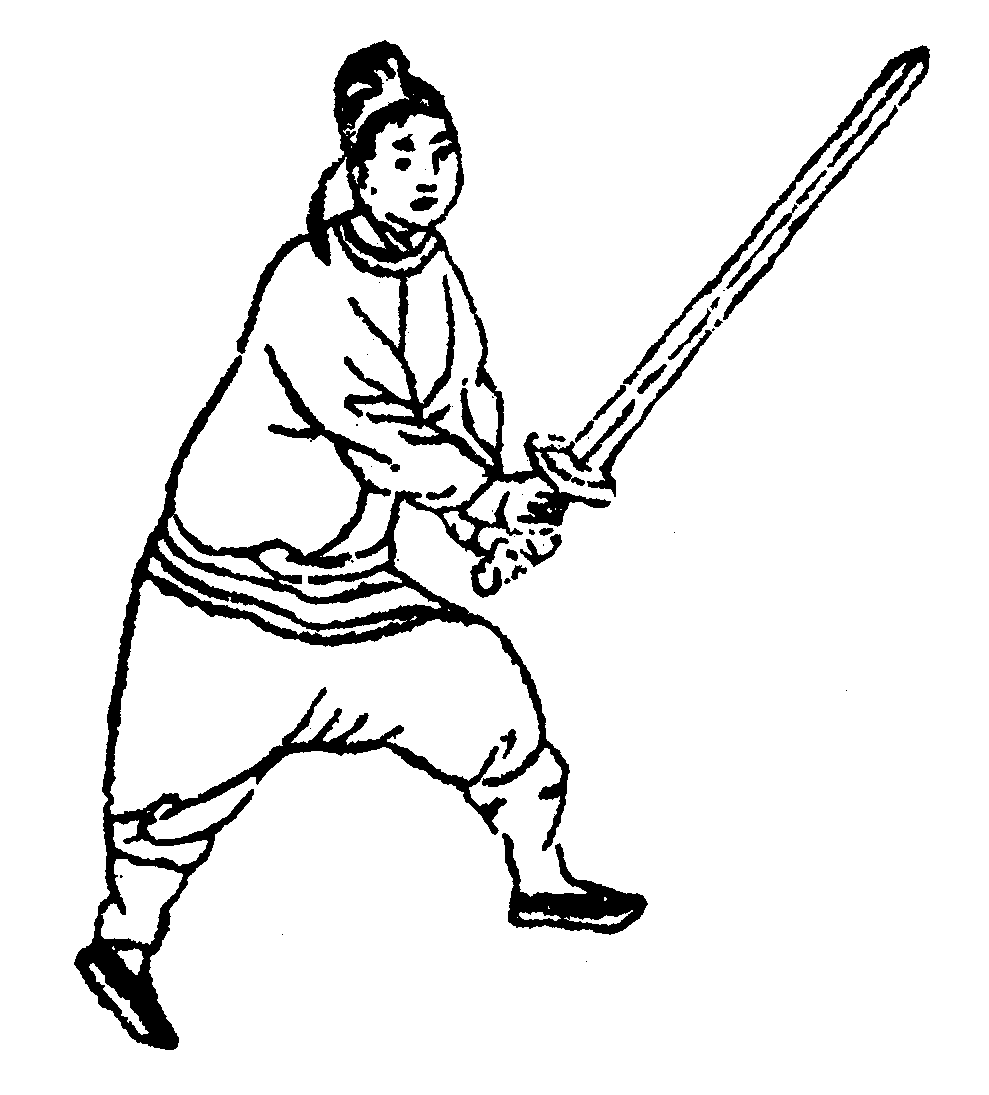
逆鱗勢
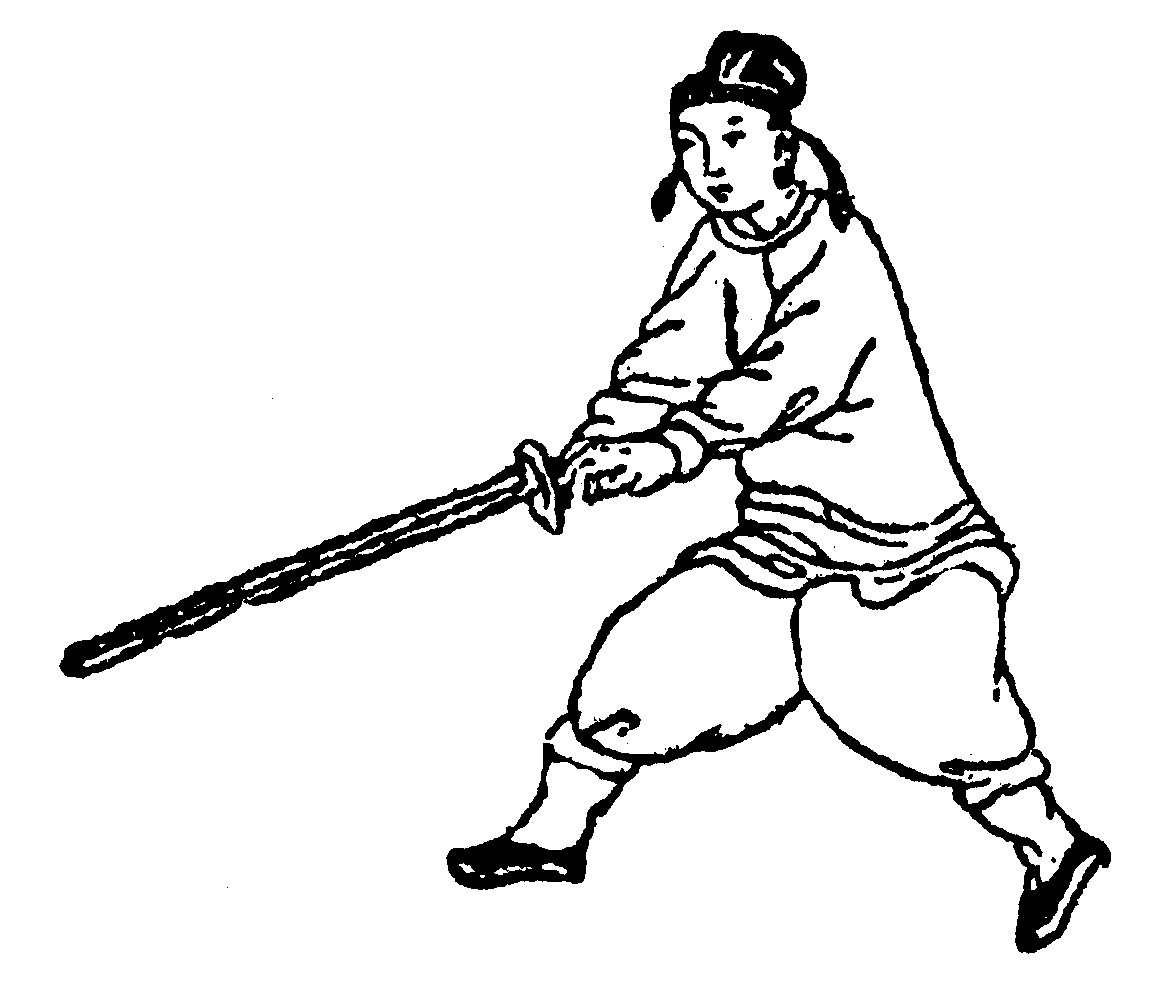
鳳頭勢
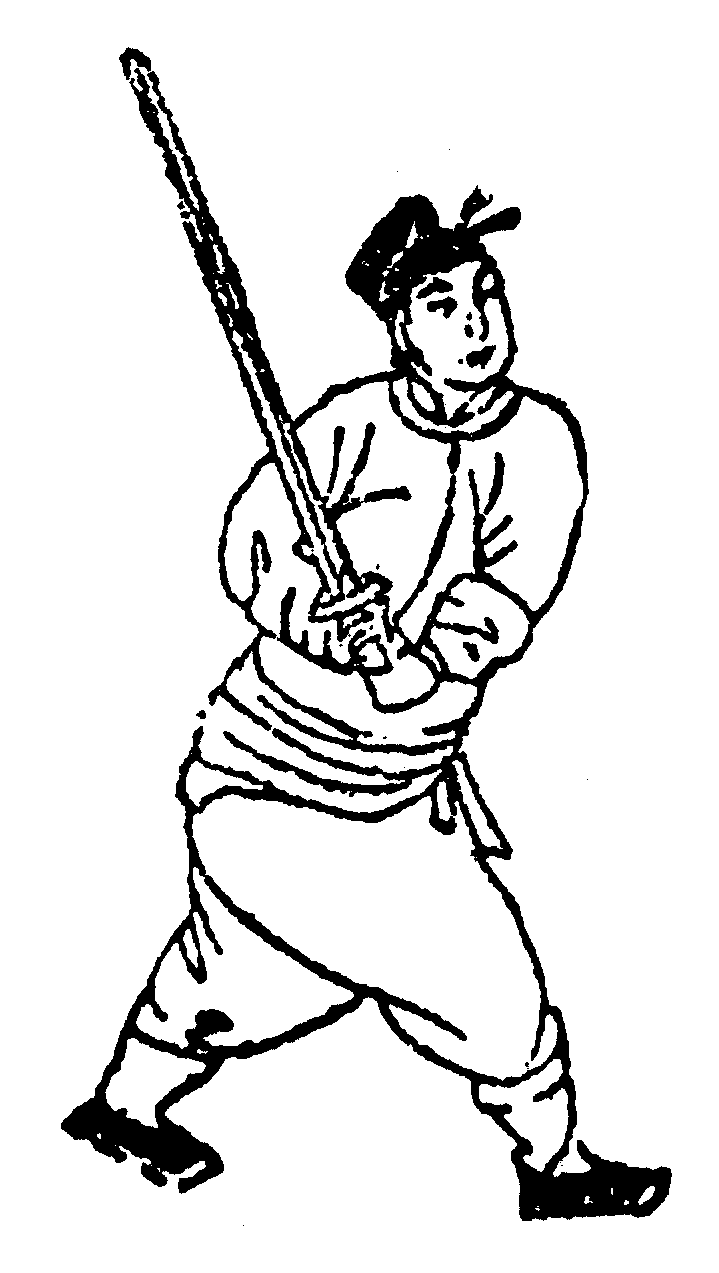
展旗勢
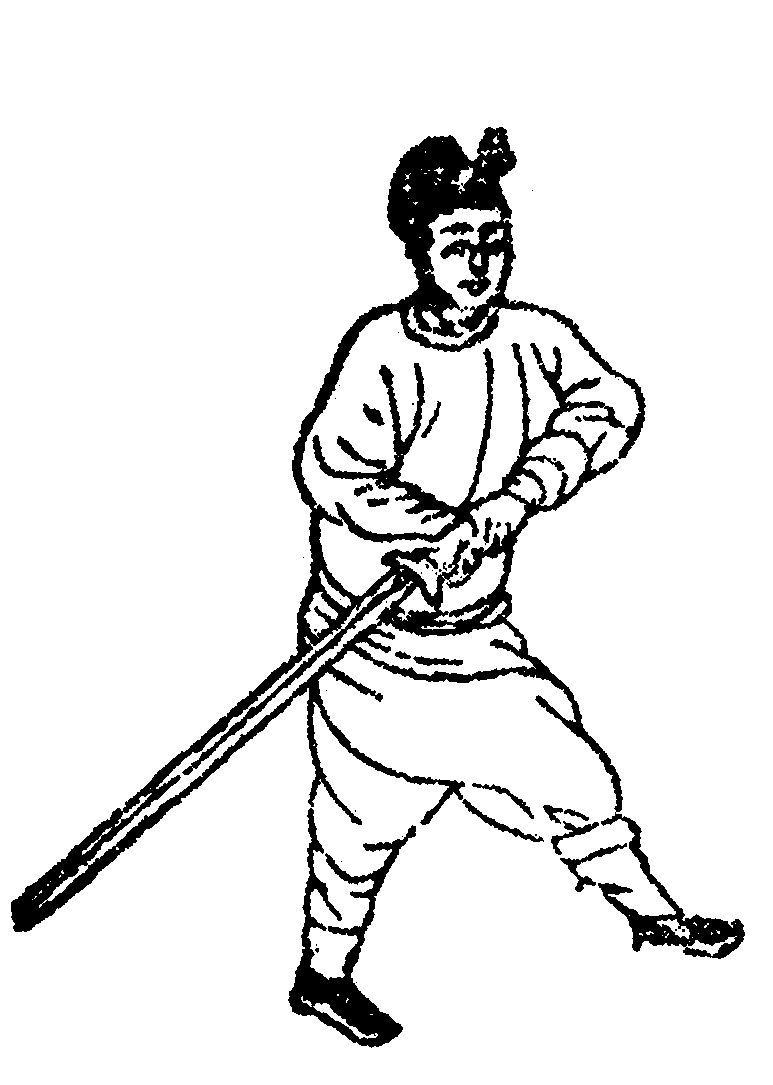
斂翅勢

## 剣道との関係
日本の剣道との関係においては、唐豪のように豹頭勢と両手上段、逆鱗勢と中段、鳳頭勢と下段、展旗勢と八相、斂翅勢と脇構えといったように、朝鮮勢法と「五行の構え」の類似性を指摘し、中国の双手剣譜が朝鮮を経由して日本に伝わったと考える向きもあるが、馬明達は静態的な比較だけでは動きまで同じだとは証明できず説得力がないため、さらなる研究が必要であるとする。しかし、一部分の重要な「撃」法の動作は日本剣道の動作と全く一緒であり、中国の両手剣刀法が日本にまで伝わったと考えている、等と主張しているが、この論法に基づけばドイツ式両手剣術等も中国発祥になってしまう。